# Koprivnica (miasto Zaječar)
Koprivnica (cyr. Копривница) – wieś w Serbii, w okręgu zajeczarskim, w mieście Zaječar. W 2011 roku liczyła 420 mieszkańców.